# Clypeolina cubensis
Clypeolina cubensis är en svampart som beskrevs av Speg. 1924. Clypeolina cubensis ingår i släktet Clypeolina och familjen Micropeltidaceae.   Inga underarter finns listade i Catalogue of Life.